# Megalithanlagen von Aughnagurgan
Die Megalithanlagen von Aughnagurgan liegen im nordirischen Townland Aughnagurgan (irisch Achadh Mic Gargáin mit der Bedeutung „Mac Gargans Feld“), westlich von Newtownhamilton im County Armagh, nahe der Grenze zur Republik  Irland.

## Das Portal Tomb
Lage: 54° 11′ 56,1″ N, 6° 40′ 1,3″ W

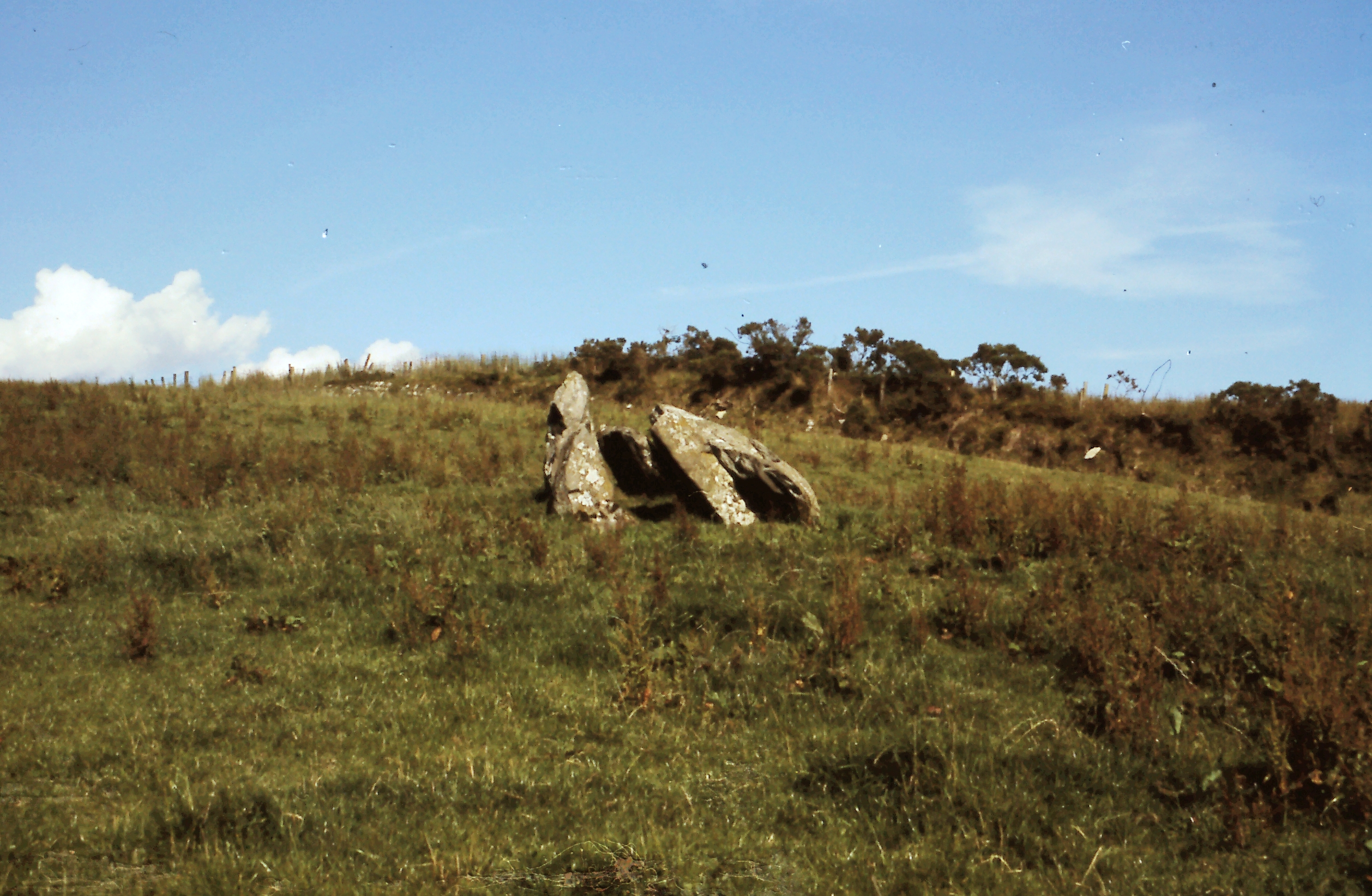
Aughnagurgan Portal Tomb

Als Portal Tombs werden Megalithanlagen in Irland und Großbritannien bezeichnet, bei denen zwei gleich hohe, aufrecht stehende Steine mit einem Türstein dazwischen, die Vorderseite einer Kammer bilden, die mit einem zum Teil gewaltigen Deckstein bedeckt ist.
Das Portal Tomb liegt auf einer Weide, an einem Hang mit Aussicht auf den Tullynawood-See. Die Reste bestehen aus einem großen Deckstein und vier Portal- bzw. Seitensteinen aus feinkörnigem Granit. Der Deckstein ist etwa 3,2 m lang, 2,0 m breit und 0,3 m dick und nach Südosten verkippt, wo er die anderen Steine stark nach innen drückt. Die beiden Steine im Nordwesten stehen aufrecht. Der südliche (schräge) Portalstein ist 1,47 m hoch. Thomas George Farquhar Paterson (1888–1971) schreibt 1940, dass der Deckstein zu Lebzeiten des Vaters des damaligen Besitzers von den Stützen gestoßen wurde.

## Die zweite Megalithanlage (Giant's Grave)
Lage: 54° 59′ 29,3″ N, 6° 40′ 5,4″ W
Die zweite Megalithanlage ist als Giant's Grave bekannt. Sie liegt in einer Feldgrenze, etwa 200 m westlich des Portal Tombs. Die nicht zu klassifizierende Struktur besteht aus sechs großen Steinen (in situ) und mehreren kleineren Steine, die sich eventuell auch in situ befinden. Drei große, wahrscheinlich verlagerte Steine liegen an der Seite. Die in situ befindlichen großen Steine bilden den Rand einer Fläche von etwa 2,75 × 4,0 m, die etwa 0,4 m über dem umliegenden Boden liegt. Die kleineren Steine sinken in der Höhe zum Nordostende, das durch einen einzelnen 0,15 m hohen Stein markiert wird. Zwei etwa 1,0 m hohe Steine, die im Abstand von 1,0 m stehen, markieren das Südwestende. Die Anlage ist ein Scheduled Monument.

## Die zerstörte Megalithanlage (The Oul' Stones)
Lage: 54° 11′ 58,4″ N, 6° 40′ 41,7″ W
Diese Anlage war unter dem Namen The Oul' Stones bekannt. Sie wurde in den späten 1950er Jahren zerstört. Übriggeblieben sind in der Umgebung drei defekte Steine. Es gibt eine Skizze aus den 1930er Jahren, auf der zwei Steine, ca. 0,9 m hoch und in einem Abstand von 0,45 m zu sehen sind. Diese könnten Portalsteine oder Ecksteine gewesen sein.